# Niagara River Lions
Niagara River Lions es un equipo de baloncesto canadiense que juega en la CEBL, la primera competición profesional de su país. Tiene su sede en la ciudad de St. Catharines, Ontario, y disputa sus partidos como local en el Meridian Centre, con capacidad para 5.300 espectadores.

## Historia
En febrero de 2014, el grupo denominado Niagara Basketball comenzó el proceso de creación de un equipo de baloncesto que competiría en la NBL Canadá. En abril de 2015 se confirmaría la creación del equipo y su incorporación a la liga en la temporada 2015-16.
En su primera temporada en la liga acabaron en la tercera posición de la División Central, perdiendo en primera ronda de playoffs ante los Windsor Express.

## Temporadas
| Año     | Liga | Temp. Regular | Playoffs           |
| ------- | ---- | ------------- | ------------------ |
| 2015-16 | NBL  | 3º, Central   | Pierde en 1ª ronda |